# Die Söhne von Eilaboun
Die Söhne von Eilaboun (arabisch أبناء عيلبون, DMG Abnāʾ ʿAilabūn ‚Söhne ʿAilabuns‘, englisch Sons of Eilaboun) ist ein deutscher Dokumentarfilm des israelischen Filmemachers und Künstlers palästinensischer Ethnizität Hisham Zreiq.
Der Film berichtet über ein Massaker, das von der neugebildeten israelischen Armee unter dem Decknamen Operation Chiram im Jahr 1948 (Luftoperationen ab 22., Bodenoffensive 28.–31. Oktober) verübt wurde. Nachdem die israelischen Soldaten im Dorf Eilaboun, das in Galiläa zwischen Nazareth und dem See Genezareth liegt, die Leichname zweier enthaupteter Kameraden gefunden hatten, welche die Arabische Befreiungsarmee einen Monat früher gefangen genommen hatten, kam es zum Massaker im Dorf. Bei dem Massaker wurden 14 Männer getötet, zwölf von ihnen wurden hingerichtet. Israelisches Militär geleitete die Bewohner bei ihrer Ausweisung in den Libanon, wodurch sie zu Vertriebenen wurden. George Hakim, Bischof von Akko, Haifa, Nazareth und ganz Galiläa, vermittelte beim israelischen Außenamt, dass die Dorfbewohner im Sommer 1949 schließlich aus dem Libanon zurückkehren konnten.

## Zusammenfassung
Der Film beginnt mit Melia Zreiq (eine alte Frau aus Eilaboun). Sie sagt: Ich hoffe, Gott wird Frieden in dieses Land bringen und die Leute zusammen ein gutes Leben haben. Ich hoffe, es wird Frieden geben. Dann folgt eine Montage von Archivbildern des Arabisch-Israelischen Kriegs von 1948, Bildern von Flüchtlingen, Soldaten und zerstörten Panzern und Fahrzeugen.
Ilan Pappe gibt eine historische Einführung über den Konflikt und einen historischen Hintergrund, die zu den Ereignissen von Eilaboun geführt haben. Er präsentiert historische Tatsachen mit historischen Dokumenten. Er spricht von dem Plan Dalet, einem Plan, den David Ben-Gurion und die Haganah Führer in der Zeit von Herbst 1947 bis Frühling 1948 aufgestellt haben. Ilan Pappe erklärt den Plan und wie er durchgeführt wurde. Am 30. Oktober 1948 erreichte die israelische Armee Eilaboun gegen 5:00 Uhr. Die Armee führte die Bewohner von Eilaboun in den Hauptplatz des Dorfes. 17 junge Männer wurden ausgewählt; fünf von ihnen wurden als menschliche Deckung genommen, zwölf wurden gruppenweise in verschiedenen Orten getötet. Dies passierte, nachdem der Rest der Dorfbewohner nach einem 5-tägigen Fußmarsch in den Libanon ausgewiesen worden war. Israel ließ sie im Sommer 1949 aus dem Libanon zurückkehren. 

## Preise und Filmfestivals
- Best Documentary Al-Awda Award, Palestine 2008[1]
- Sixth Annual International Al-Awda Convention 2008, Kalifornien, USA[2]
- Boston Palestine Film Festival 2008, USA[3]
- International İzmir Short Film Festival 2008, Izmir, Türkei[4]
- Amal The International Euro-Arab film Festival 2008, Spanien[5]
- Carthage Film Festival  2008 (Palestine: To remember section), Carthage, Tunesien[6]
- Regards Palestiniens, Montreal, Kanada[7]
- Chicago Palestine Film Festival, Chicago, USA[8]
- 13th Annual Arab Film Festival, Los Angeles, USA[9]
- Sixth Twin Cities Arab Film Festival, Minnesota, USA[10]
- Palestine Film Festival in Madrid, 2010, Spanien[11]
- Al Ard Doc Film Festival, 2011, Cagliari, Italien[12]